# Cluses
Cluses (en francoprovenzal Clluses) es una comuna y localidad francesa situada en la región Ródano-Alpes, en el departamento de Alta Saboya, en el distrito de Bonneville. Es el chef-lieu del cantón del mismo nombre.

## Geografía
La comuna está situada en el valle del Arve, en la mayor cluse de los Alpes. Se encuentra a medio camino entre Ginebra y Chamonix. Limita con las comunas de Arâches-la-Frasse, Châtillon-sur-Cluses, Nancy-sur-Cluses, Saint-Sigismond, Scionzier, Thyez y Magland.

## Historia
Cluses es considerada la capital de la región histórica de Faucigny, en rivalidad con La Roche-sur-Foron y Bonneville. Cluses es una villa independiente desde el 4 de mayo de 1310. En el siglo XVIII, la localidad conoció el auge de la industria relojera: los talleres de Cluses abastecían a las grandes firmas relojeras suizas de Ginebra.
En 1844 un incendio destruyó la localidad. En la reconstrucción se abandonó el estilo saboyano típico de casas de madera para adoptar el estilo turinés italiano, con una planta de damero, que singulariza a Cluses entre las localidades de la región.

## Demografía
| 1609                      | 1823 | 1732 | 1953 | abs. | 1970 | 1947 | abs. | 1925 | 1585 | 1643 | 1751 | 1813 | 1915 | 1915 | 2126 | 2403 | 2208 | 2141 | 2155 | 2216 | 2408 | 2644 | 3095 | 3416 | 5318 | 8612 | 12 455 | 14 826 | 15 469 | 16 358 | 17 711 | 17 880 |
| (Fuente: INSEE y Cassini) |      |      |      |      |      |      |      |      |      |      |      |      |      |      |      |      |      |      |      |      |      |      |      |      |      |      |        |        |        |        |        |        |

## Lista de alcaldes
- 1932-1941: Pierre Trappier
- 1942-1944: Claudius Bretton
- 1944-1945: Louis Gourdan
- 1945-1977: Paul Béchet
- 1977-1983: Fernand Montessuit
- 1983-actualidad: Jean-Claude Léger (UMP)

## Hermanamientos
- Trossingen,  Alemania, desde 1974.
- Beaverton,  Estados Unidos, desde 1999.